# 2004 XW186
2004 XW186, também escrito como 2004 XW186, é um objeto transnetuniano que está localizado no Cinturão de Kuiper, uma região do Sistema Solar. Este corpo celeste é classificado como um provável cubewano. Ele possui uma magnitude absoluta de 8,7 e tem um diâmetro estimado com 80 km.

## Descoberta
2004 XW186 foi descoberto no dia 12 de dezembro de 2004 pelos astrônomos S. S. Sheppard e D. C. Jewitt.

## Órbita
A órbita de 2004 XW186 tem uma excentricidade de 0,045 e possui um semieixo maior de 45,532 UA. O seu periélio leva o mesmo a uma distância de 43,580 UA em relação ao Sol e seu afélio a 47,734 UA.